# Keito Yamaura
Keito Yamaura (japanisch 山浦 渓斗; * 9. November 2000) ist ein japanischer Leichtathlet, der sich auf den Weitsprung spezialisiert hat.

## Sportliche Laufbahn
Erste internationale Erfahrungen sammelte Keito Yamaura im Jahr 2025, als er bei den Asienmeisterschaften in Gumi mit einer Weite von 8,08 m auf Anhieb die Bronzemedaille hinter dem Chinesen Shu Heng und Lin Yu-tang aus Taiwan gewann.